# Le Reculet
Le Reculet is de op een na hoogste bergtop in de Franse Jura en ligt in het departement Ain. De hoogte is 1718 meter.
Op de top werd in 1892 een 10 meter hoog metalen kruis opgericht door het gemeentebestuur van Thoiry.
De beklimming van de berg is technisch niet moeilijk. Op de top heeft men zicht op de toppen van Franse en Zwitserse Alpen.